# 蒲生慶一
蒲生 慶一（がもう けいいち、1968年3月 - 2021年3月26日）は、日本の経済学者。専門は国際経済学、アメリカ経済論。元東京外国語大学大学院教授。

## 来歴・人物
神奈川県出身。1991年横浜国立大学経済学部卒業、1993年一橋大学大学院経済学研究科修士課程修了、2001年同博士課程単位取得退学。1998年二松学舎大学国際政治経済学部非常勤講師、2001年東京外国語大学外国語学部講師、2007年より准教授、2009年より東京外国語大学総合国際学研究院 国際社会部門国際研究系 准教授（大学院重点化に伴う配置換え）、2020年より同教授。東京外国語大学在職中の2021年3月26日逝去、享年53歳。

## 研究業績
- 「Solowの生産性パラドクスについて」　二松学舎大学『国際政経論集』/9号　187-202　2001年3月
- 「収益性と技術革新－1980年代以降の米国製造業セクターにおける収益性危機の部分的解消とその背景－」　一橋大学大学院『一橋研究』/第25巻第1号　23-42　2000年4月